# 庵里水库
庵里水库是中国山东省烟台市栖霞市境内的一座水库，位于大沽夹河白洋河上游，建于1960年。水库正常库容为3810万立方米，平均水深为5.90米，集雨面积为150平方千米，海拔为114.94米。